# Alexander (Manitoba)
Pour les articles homonymes, voir Alexander.
Alexander est une municipalité rurale du Manitoba située à 100 km au nord-est de Winnipeg.
Il y a environ 2 980 habitants. 
Le village de Saint-Georges, majoritairement francophone, fait partie de la communauté rurale d'Alexander.
20 % de la population est francophone et constitue la communauté métisse et franco-manitobainne d'Alexander.

## Démographie
| 2001  | 2006  | 2011  | 2016  |
| ----- | ----- | ----- | ----- |
| 2 780 | 2 978 | 2 983 | 3 333 |

## Source
1. ↑  Statistiques Canada
2. ↑  « Statistique Canada - Profils des communautés de 2006 -    Alexander » (consulté le 4 juin 2020)
3. ↑  « Statistique Canada - Profils des communautés de 2016 -   Alexander » (consulté le 31 mai 2020)